# Taiwanaspidiotus shakunagi
Taiwanaspidiotus shakunagi är en insektsart som först beskrevs av Takahashi 1935.  Taiwanaspidiotus shakunagi ingår i släktet Taiwanaspidiotus och familjen pansarsköldlöss.
Artens utbredningsområde är Taiwan. Inga underarter finns listade i Catalogue of Life.